# Gregor Dorfleitner

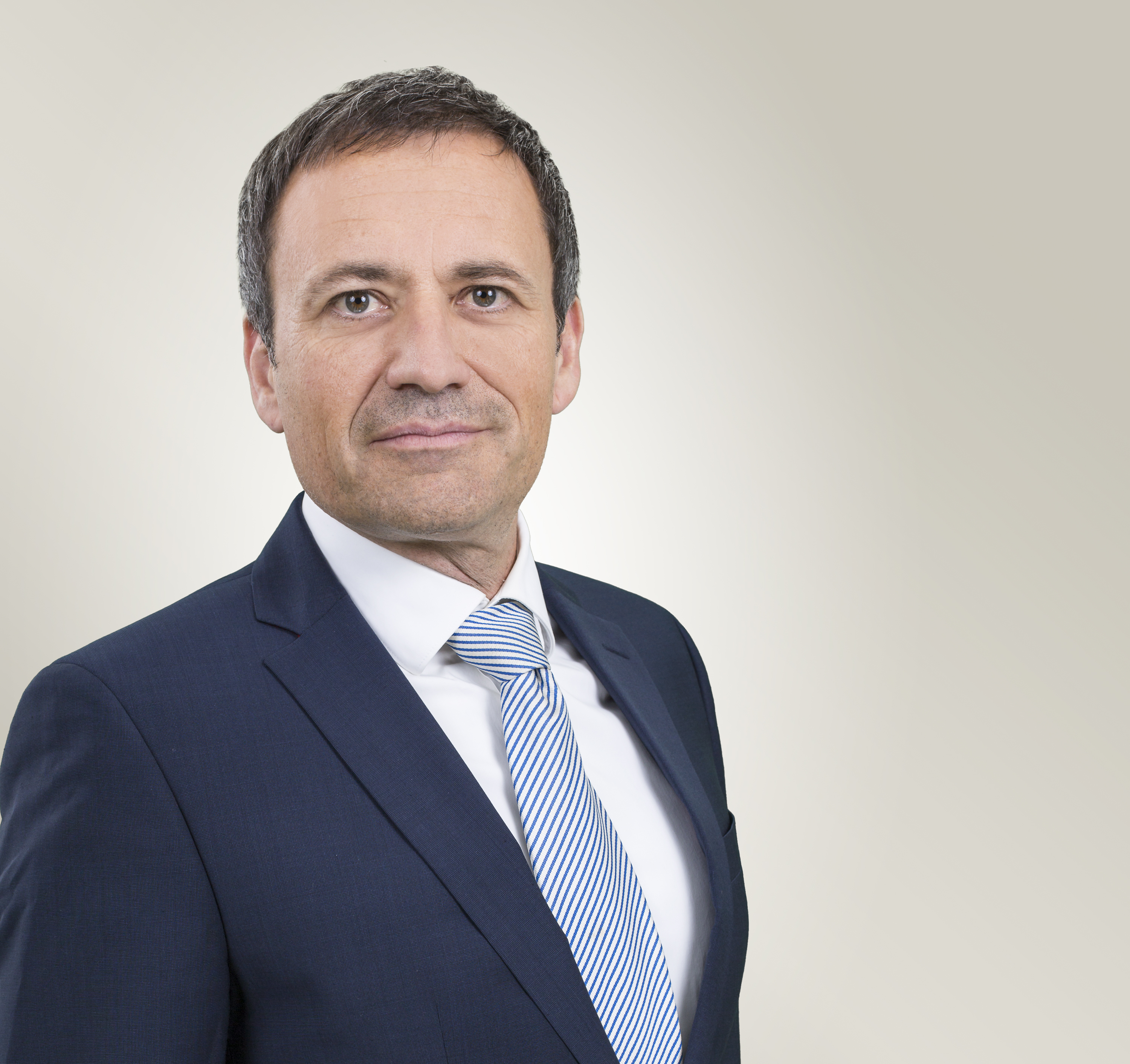
Gregor Dorfleitner (2017)

Gregor Dorfleitner ist ein deutscher Wirtschaftswissenschaftler und Mathematiker. Er ist Inhaber des Lehrstuhls für Finanzierung und Direktor des Centers of Finance an der Universität Regensburg.

## Werdegang
Nach einem Studium der Elektrotechnik an der Berufsakademie Ravensburg (Abschluss: Dipl.-Ing. (BA)) studierte Dorfleitner Mathematik mit Nebenfach Betriebswirtschaftslehre an der Universität Augsburg. Er promovierte 1998 bei Günter Bamberg am Lehrstuhl für Statistik an der Universität Augsburg und habilitierte sich 2003 ebenfalls an der Universität Augsburg. Von 2004 bis 2007 war er Professor für Betriebliche Finanzierung an der Wirtschaftsuniversität Wien. Seit 2007 ist er Inhaber des Lehrstuhls für Finanzierung und seit 2008 Direktor des Centers of Finance an der Universität Regensburg. Seit 2010 ist er überdies Associate Researcher des CERMi (Centre for European Research in Microfinance) in Brüssel und Mons, seit 2021 Honorary Fellow am Hanken Centre for Accounting, Finance and Governance (Hanken School of Economics, Finnland). Von 2015 bis 2019 betätigte er sich als Editorial Board Member des Mega-Journals Heliyon. Seit 2020 ist er Editorial Board Member der Zeitschrift Review of Managerial Science und Associate Editor des Journal of Applied Accounting Research. In seiner Forschung beschäftigt sich Gregor Dorfleitner mit Nachhaltigkeitsmanagement, Sustainable Finance, FinTech, Mikrofinanzierung, Unternehmensbewertung und Risikomanagement.

## Ehrungen und Auszeichnungen
- Von 1992 bis 1995 war Dorfleitner Stipendiat der Studienstiftung des deutschen Volkes.
- Beim Wirtschaftswoche-Betriebswirte-Ranking 2020 belegte er in der Kategorie wissenschaftliches Lebenswerk den Platz 104 und in der Kategorie aktuelle Forschungsleistung den Platz 71, womit er jeweils zu den Top 5 % gehört.[4][5] In der Ausgabe vom Dezember 2022 desselben Rankings belegte Dorfleitner Platz 93 beim Lebenswerk und Platz 59 bei der aktuellen Forschungsleistung.[6]
- In den Jahren 2008 bis 2016 hat Gregor Dorfleitner mit unterschiedlichen studentischen Teams sechsmal einen der ersten drei Plätze beim Postbank Finance Award belegt. Er ist damit gemessen an den erreichten Preisgeldern der erfolgreichste Hochschullehrer dieses Wettbewerbs.[7]

## Sonstiges
Gregor Dorfleitner spielt seit seiner Jugend Schlagzeug in verschiedenen Bands, so auch seit 2010 in der Regensburger Professoren-Band Wise Noise. Darüber hinaus hat er unter anderem als Schlagzeuger mit Markus Mehr bei dessen Projekt Aroma und mit The Marble Man zusammengearbeitet.

## Veröffentlichungen (Auswahl)
- G. Dorfleitner, F. Muck, I. Scheckenbach: Blockchain applications for climate protection: a global empirical investigation. In: Renewable and Sustainable Energy Reviews, Band 149, 2021, S. 111378.
- G. Dorfleitner, E.-M. Oswald, R. Zhang: From credit risk to social impact: On the funding determinants in interest-free peer-to-peer lending. In: Journal of Business Ethics, Band 170, 2021, S. 375–400.
- G. Dorfleitner, L. Hornuf: FinTech und Datenschutz: Eine empirische Untersuchung mit Empfehlungen für Politik und Praxis. Springer Gabler, Wiesbaden 2019.
- G. Dorfleitner, W. Gleißner: Valuing streams of risky cashflows with risk-value models. In: Journal of Risk, Vol. 20, No.3, 2018.
- G. Dorfleitner, L. Hornuf, M. Schmitt, M. Weber: FinTech in Germany. Springer, Cham (Switzerland) 2017.
- G. Dorfleitner, C. Priberny, S. Schuster, J. Stoiber, M. Weber, I. de Castro, J. Kammler: Description-text related soft information in peer-to-peer lending – Evidence from two leading European platforms. In: Journal of Banking and Finance. Band 64, 2016, S. 169–187.
- G. Dorfleitner, G. Halbritter, M. Nguyen: Measuring the level and risk of corporate responsibility – An empirical comparison of different ESG rating approaches. J Asset Manag 16, 450–466 (2015). https://doi.org/10.1057/jam.2015.31
- G. Dorfleitner, M. Leidl, C. Priberny, J. von Mosch: What determines microcredit interest rates? In: Applied Financial Economics. Band 23, 2013, S. 1579–1597.
- G. Dorfleitner, S. Utz: Safety first portfolio choice based on financial and sustainability returns. In: European Journal of Operational Research. Band 221, Nr. 1, 2012, S. 155–164.
- G. Dorfleitner, M. Wimmer: The pricing of temperature futures at the Chicago Mercantile Exchange. In: Journal of Banking and Finance. Band 34, 2010, S. 1360–1370.
- A. Buch, G. Dorfleitner: Coherent risk measures, coherent capital allocations and the gradient allocation principle. In: Mathematics and Economics, Insurance. Band 42, 2008, S. 235–242.
- G. Dorfleitner, M. Krapp: On multiattributive risk aversion: Some clarifying results. In: Review of Managerial Science. Band 1, 2007, S. 47–63.
- G. Dorfleitner: How short-termed is the trading behaviour in Eurex futures markets? In: Applied Financial Economics. Band 14, 2004, S. 1269–1279.